# 12.ª etapa da Volta a Espanha de 2021
A 12.ª etapa da Volta a Espanha de 2021 teve lugar a 26 de agosto de 2021 entre Jaén e Córdoba sobre um percurso de 175 km e foi vencida pelo dinamarquês Magnus Cort da equipa EF Education-NIPPO. O norueguês Odd Christian Eiking manteve um dia o maillot vermelho de líder.

## Classificação da etapa
| Jaén - Córdova | etapa escarpada | (175 km) |

| \| Classificação por etapas \| Classificação por etapas \| Classificação por etapas \| Classificação por etapas \| Classificação por etapas \| \| Ciclista \| Ciclista \| Equipe \| Tempo \| \| \| ------------------------ \| ------------------------ \| ------------------------ \| ------------------------ \| ------------------------ \| \| 1. \| Magnus Cort \| EF Education-Nippo \| 3h44m21s \| \| \| 2. \| Andrea Bagioli \| Deceuninck-Quick Step \| + 0s \| \| \| 3. \| Michael Matthews \| BikeExchange \| + 0s \| \| \| 4. \| Matteo Trentin \| UAE Team Emirates \| + 0s \| \| \| 5. \| Andreas Kron \| Lotto-Soudal \| + 0s \| \| \| 6. \| Felix Großschartner \| Bora-Hansgrohe \| + 0s \| \| \| 7. \| Antonio Jesús Soto \| Euskaltel-Euskadi \| + 0s \| \| \| 8. \| Anthony Roux \| Groupama-FDJ \| + 0s \| \| \| 9. \| Gianluca Brambilla \| Trek-Segafredo \| + 0s \| \| \| 10. \| Martijn Tusveld \| Team DSM \| + 0s \| \| |                     |                       |          |
| |                     |                       |          |
| Fonte: ProCyclingStats |                     |                       |          |
| Classificação por etapas |                     |                       |          |
| Ciclista | Ciclista            | Equipe                | Tempo    |
| 1. | Magnus Cort         | EF Education-Nippo    | 3h44m21s |
| 2. | Andrea Bagioli      | Deceuninck-Quick Step | + 0s     |
| 3. | Michael Matthews    | BikeExchange          | + 0s     |
| 4. | Matteo Trentin      | UAE Team Emirates     | + 0s     |
| 5. | Andreas Kron        | Lotto-Soudal          | + 0s     |
| 6. | Felix Großschartner | Bora-Hansgrohe        | + 0s     |
| 7. | Antonio Jesús Soto  | Euskaltel-Euskadi     | + 0s     |
| 8. | Anthony Roux        | Groupama-FDJ          | + 0s     |
| 9. | Gianluca Brambilla  | Trek-Segafredo        | + 0s     |
| 10. | Martijn Tusveld     | Team DSM              | + 0s     |

## Classificações ao final da etapa

### Classificação geral
| \| Classificação geral \| Classificação geral \| Classificação geral \| Classificação geral \| Classificação geral \| \| Ciclista \| Ciclista \| Equipe \| Tempo \| \| \| ------------------- \| -------------------- \| ---------------------------------- \| ------------------- \| ------------------- \| \| 1. \| Odd Christian Eiking \| Intermarché-Wanty-Gobert Matériaux \| 45h33m18s \| \| \| 2. \| Guillaume Martin \| Cofidis \| + 58s \| \| \| 3. \| Primož Roglič \| Jumbo-Visma \| + 1m56s \| \| \| 4. \| Enric Mas \| Movistar Team \| + 2m31s \| \| \| 5. \| Miguel Ángel López \| Movistar Team \| + 3m28s \| \| \| 6. \| Jack Haig \| Bahrain Victorious \| + 3m55s \| \| \| 7. \| Egan Bernal \| Ineos Grenadiers \| + 4m46s \| \| \| 8. \| Adam Yates \| Ineos Grenadiers \| + 4m57s \| \| \| 9. \| Sepp Kuss \| Jumbo-Visma \| + 5m03s \| \| \| 10. \| Felix Großschartner \| Bora-Hansgrohe \| + 5m38s \| \| |                      |                                    |           |
| |                      |                                    |           |
| Fonte: ProCyclingStats |                      |                                    |           |
| Classificação geral |                      |                                    |           |
| Ciclista | Ciclista             | Equipe                             | Tempo     |
| 1. | Odd Christian Eiking | Intermarché-Wanty-Gobert Matériaux | 45h33m18s |
| 2. | Guillaume Martin     | Cofidis                            | + 58s     |
| 3. | Primož Roglič        | Jumbo-Visma                        | + 1m56s   |
| 4. | Enric Mas            | Movistar Team                      | + 2m31s   |
| 5. | Miguel Ángel López   | Movistar Team                      | + 3m28s   |
| 6. | Jack Haig            | Bahrain Victorious                 | + 3m55s   |
| 7. | Egan Bernal          | Ineos Grenadiers                   | + 4m46s   |
| 8. | Adam Yates           | Ineos Grenadiers                   | + 4m57s   |
| 9. | Sepp Kuss            | Jumbo-Visma                        | + 5m03s   |
| 10. | Felix Großschartner  | Bora-Hansgrohe                     | + 5m38s   |

### Classificação por pontos
| Classificação por pontos | Classificação por pontos | Classificação por pontos | Classificação por pontos | Classificação por pontos |
| Ciclista                 | Ciclista                 | Equipe                   | Pontos                   |                          |
| ------------------------ | ------------------------ | ------------------------ | ------------------------ | ------------------------ |
| 1.                       | Fabio Jakobsen           | Deceuninck-Quick Step    | 180 pts                  |                          |
| 2.                       | Magnus Cort              | EF Education-Nippo       | 114 pts                  |                          |
| 3.                       | Primož Roglič            | Jumbo-Visma              | 106 pts                  |                          |
| 4.                       | Michael Matthews         | BikeExchange             | 92 pts                   |                          |
| 5.                       | Arnaud Démare            | Groupama-FDJ             | 74 pts                   |                          |
| 6.                       | Matteo Trentin           | UAE Team Emirates        | 73 pts                   |                          |
| 7.                       | Alberto Dainese          | Team DSM                 | 73 pts                   |                          |
| 8.                       | Enric Mas                | Movistar Team            | 69 pts                   |                          |
| 9.                       | Andrea Bagioli           | Deceuninck-Quick Step    | 69 pts                   |                          |
| 10.                      | Lilian Calmejane         | AG2R Citroën Team        | 59 pts                   |                          |

### Classificação da montanha
| Classificação da montanha | Classificação da montanha | Classificação da montanha          | Classificação da montanha | Classificação da montanha |
| Ciclista                  | Ciclista                  | Equipe                             | Pontos                    |                           |
| ------------------------- | ------------------------- | ---------------------------------- | ------------------------- | ------------------------- |
| 1.                        | Damiano Caruso            | Bahrain Victorious                 | 31 pts                    |                           |
| 2.                        | Romain Bardet             | Team DSM                           | 27 pts                    |                           |
| 3.                        | Michael Storer            | Team DSM                           | 17 pts                    |                           |
| 4.                        | Pavel Sivakov             | Ineos Grenadiers                   | 16 pts                    |                           |
| 5.                        | Jack Haig                 | Bahrain Victorious                 | 15 pts                    |                           |
| 6.                        | Primož Roglič             | Jumbo-Visma                        | 12 pts                    |                           |
| 7.                        | Kenny Elissonde           | Trek-Segafredo                     | 11 pts                    |                           |
| 8.                        | Rein Taaramäe             | Intermarché-Wanty-Gobert Matériaux | 10 pts                    |                           |
| 9.                        | Sepp Kuss                 | Jumbo-Visma                        | 9 pts                     |                           |
| 10.                       | Magnus Cort               | EF Education-Nippo                 | 8 pts                     |                           |

### Classificação dos jovens
| Classificação dos jovens | Classificação dos jovens | Classificação dos jovens | Classificação dos jovens | Classificação dos jovens |
| Ciclista                 | Ciclista                 | Equipe                   | Tempo                    |                          |
| ------------------------ | ------------------------ | ------------------------ | ------------------------ | ------------------------ |
| 1.                       | Egan Bernal              | Ineos Grenadiers         | 45h38m04s                |                          |
| 2.                       | Aleksandr Vlasov         | Astana-Premier Tech      | + 1m22s                  |                          |
| 3.                       | Gino Mäder               | Bahrain Victorious       | + 2m08s                  |                          |
| 4.                       | Juan Pedro López         | Trek-Segafredo           | + 4m49s                  |                          |
| 5.                       | Rémy Rochas              | Cofidis                  | + 17m12s                 |                          |
| 6.                       | Steff Cras               | Lotto-Soudal             | + 32m52s                 |                          |
| 7.                       | Clément Champoussin      | AG2R Citroën Team        | + 39m59s                 |                          |
| 8.                       | Jefferson Cepeda         | Caja Rural-Seguros RGA   | + 42m08s                 |                          |
| 9.                       | Michael Storer           | Team DSM                 | + 53m28s                 |                          |
| 10.                      | Gotzon Martín            | Euskaltel-Euskadi        | + 54m56s                 |                          |

### Classificação por equipas
| Classificação por equipes | Classificação por equipes          | Classificação por equipes | Classificação por equipes |
| Equipe                    | Equipe                             | Tempo                     |                           |
| ------------------------- | ---------------------------------- | ------------------------- | ------------------------- |
| 1.                        | Ineos Grenadiers                   | 136h47m27s                |                           |
| 2.                        | UAE Team Emirates                  | + 3m15s                   |                           |
| 3.                        | Movistar Team                      | + 5m19s                   |                           |
| 4.                        | Bahrain Victorious                 | + 5m58s                   |                           |
| 5.                        | Jumbo-Visma                        | + 10m44s                  |                           |
| 6.                        | Trek-Segafredo                     | + 20m46s                  |                           |
| 7.                        | Intermarché-Wanty-Gobert Matériaux | + 31m46s                  |                           |
| 8.                        | Astana-Premier Tech                | + 36m44s                  |                           |
| 9.                        | AG2R Citroën Team                  | + 56m39s                  |                           |
| 10.                       | Cofidis                            | + 58m28s                  |                           |

## Abandonos
Tobias Bayer não completou a etapa.